# Zonophora campanulata
Zonophora campanulata – gatunek ważki z rodziny gadziogłówkowatych (Gomphidae). Występuje na terenie Ameryki Południowej.